# Prissé
Prissé é uma comuna francesa na região administrativa de Borgonha-Franco-Condado, no departamento Saône-et-Loire. Estende-se por uma área de 10,87 km². Em 2010 a comuna tinha 1 999 habitantes (densidade: 183,9 hab./km²).